# La Trinidad (Benguet)
La Trinidad é um município de  primeira classe de renda municipal (d) na província Benguet, nas Filipinas. De acordo com o censo de 1 de maio  de  2020 possui uma população de 137 404 pessoas e 36 824 domicílios.